# Súlyemelés az 1924. évi nyári olimpiai játékokon
Az 1924. évi nyári olimpiai játékokon a súlyemelésben öt súlycsoportban tartottak versenyt. A sportág 1920-ban, Antwerpenben szerepelt először önállóan az olimpia programjában, és 1924-ben változtattak a versenyek lebonyolítási rendjén. A versenyzőknek ezúttal a következő öt fogásnemben kellett gyakorlatot bemutatniuk: egykaros szakítás, egykaros lökés, kétkaros szakítás, kétkaros nyomás és kétkaros lökés. Csak összetettben adtak ki érmet, a végső sorrendet az egyes gyakorlatok összesített eredményei adták. Ezen az olimpián vezették be azt a szabályt, hogy holtverseny esetén mérlegelés dönt a könnyebb testsúlyú versenyző javára. Ezt a szabályt alkalmazni is kellett a középsúly 2. és 3. helyének eldöntésére.
A versenyeken magyar súlyemelő nem vett részt.

## Éremtáblázat
A táblázatokban a rendező nemzet csapata eltérő háttérszínnel, az egyes számoszlopok legmagasabb értéke vagy értékei vastagítással kiemelve.
| Az 1924. évi nyári olimpiai játékok éremtáblázata súlyemelésben | Az 1924. évi nyári olimpiai játékok éremtáblázata súlyemelésben | Az 1924. évi nyári olimpiai játékok éremtáblázata súlyemelésben | Az 1924. évi nyári olimpiai játékok éremtáblázata súlyemelésben | Az 1924. évi nyári olimpiai játékok éremtáblázata súlyemelésben | Olimpia  |
| --------------------------------------------------------------- | --------------------------------------------------------------- | --------------------------------------------------------------- | --------------------------------------------------------------- | --------------------------------------------------------------- | -------- |
|                                                                 | Ország                                                          | Arany                                                           | Ezüst                                                           | Bronz                                                           | Összesen |
| 1.                                                              | Olaszország (ITA)                                               | 3                                                               | 0                                                               | 0                                                               | 3        |
| 2.                                                              | Franciaország (FRA)                                             | 2                                                               | 0                                                               | 0                                                               | 2        |
|                                                                 |                                                                 |                                                                 |                                                                 |                                                                 |          |
| 3.                                                              | Ausztria (AUT)                                                  | 0                                                               | 3                                                               | 1                                                               | 4        |
| 4.                                                              | Észtország (EST)                                                | 0                                                               | 1                                                               | 2                                                               | 3        |
| 5.                                                              | Svájc (SUI)                                                     | 0                                                               | 1                                                               | 1                                                               | 2        |
|                                                                 |                                                                 |                                                                 |                                                                 |                                                                 |          |
| 6.                                                              | Csehszlovákia (TCH)                                             | 0                                                               | 0                                                               | 1                                                               | 1        |
|                                                                 |                                                                 |                                                                 |                                                                 |                                                                 |          |
| Összesen                                                        | Összesen                                                        | 5                                                               | 5                                                               | 5                                                               | 15       |

## Érmesek
| Az 1924. évi nyári olimpiai játékok érmesei súlyemelésben |                                                                                  |                                                                          |                                                                             |
| Versenyszám                                               | Arany                                                                            | Ezüst                                                                    | Bronz                                                                       |
| pehelysúly (60 kg-ig)                                     | Pierino Gabetti · Olaszország (ITA) · (65,0+77,5+82,5+72,5+105,0=402,5 kg)       | Andreas Stadler · Ausztria (AUT) · (65,0+75,0+75,0+65,0+105,0=385,0 kg)  | Arthur Reinmann · Svájc (SUI) · (57,5+70,0+75,0+80,0+100,0=382,5 kg)        |
| könnyűsúly (67,5 kg-ig)                                   | Edmond Decottignies · Franciaország (FRA) · (70,0+92,5+85,0+77,5+115,0=440,0 kg) | Anton Zwerina · Ausztria (AUT) · (75,0+80,0+82,5+77,5+112,5=427,5 kg)    | Bohumil Durdis · Csehszlovákia (TCH) · (70,0+82,5+90,0+72,5+110,0=425,0 kg) |
| váltósúly (75 kg-ig)                                      | Carlo Galimberti · Olaszország (ITA) · (77,5+95,0+95,0+97,5+127,5=492,5 kg)      | Alfred Neuland · Észtország (EST) · (82,5+90,0+90,0+77,5+115,0=455,0 kg) | Jaan Kikkas · Észtország (EST) · (70,0+87,5+85,0+80,0+127,5=450,0 kg)       |
| középsúly (87,5 kg-ig)                                    | Charles Rigoulot · Franciaország (FRA) · (87,5+92,5+102,5+85,0+135,0=502,5 kg)   | Fritz Hünenberger · Svájc (SUI) · (80,0+107,5+97,5+80,0+125,0=490,0 kg)  | Leopold Friedrich · Ausztria (AUT) · (75,0+95,0+95,0+95,0+130,0=490,0 kg)   |
| nehézsúly (87,5 kg-tól)                                   | Giuseppe Tonani · Olaszország (ITA) · (80,0+95,0+100,0+112,5+130,0=517,5 kg)     | Franz Aigner · Ausztria (AUT) · (80,0+97,5+95,0+112,5+130,0=515,0 kg)    | Harald Tammer · Észtország (EST) · (75,0+95,0+97,5+90,0+140,0=497,5 kg)     |